# 朝鮮半島エネルギー開発機構
朝鮮半島エネルギー開発機構（ちょうせんはんとうエネルギーかいはつきこう、英語: Korean Peninsula Energy Development Organization, KEDO）は、米朝枠組み合意に基づいて、北朝鮮に核拡散の恐れの低い軽水炉2基と完成までの期間の重油燃料を、日本と韓国の費用負担により無償で提供することによって、北朝鮮が保有する黒鉛減速型炉と核兵器開発計画を放棄させることを目的として設立された組織である。
日本・アメリカ・韓国の共同組織。主要事業であった軽水炉建設計画が続行不可能となったため、2005年に解散。

## 歴史

### ソ連の技術供与
北朝鮮は、ソ連より黒鉛減速型原子炉の提供を受け、その条件として1985年12月12日NPTに加盟。国際社会に対して核兵器の製造、譲渡をしないことを約束した。

### 条約違反の核兵器開発
しかし北朝鮮は、その NPT（核拡散防止条約）を遵守せず、核兵器の開発を極秘に開始。1993年2月、IAEAが未申告の核関連疑惑施設への「特別査察」を要求して条約に違反した核兵器の開発が露見すると、1994年にはIAEAからの即時脱退を宣言。使用済み核燃料からのプルトニウムの抽出を強行した。

### 米朝枠組み合意
1994年10月、北朝鮮はアメリカ大統領のビル・クリントンとの枠組み合意（October 1994 Agreed Framework）締結により、IAEAからの即時脱退を撤回。再度、核兵器の開発を凍結し最終的に解体することを約束する。
この見返りとして、アメリカは以下の事項に合意した。
- 北朝鮮に韓国標準型の軽水炉2基を供与する
- 軽水炉が完成するまでの間、毎年50万tの重油を供与する

この枠組み合意によって、1995年3月に日本、韓国、アメリカが共同で朝鮮半島エネルギー開発機構(KEDO)を発足させ、建設費の30%を日本、70%を韓国が負担して、北朝鮮にプルトニウムの抽出が難しい軽水炉を提供することとなった

### 核兵器開発の続行
この合意も暗礁に乗り上げ、IAEAによる査察を拒否。アメリカの調査によりウラン濃縮による核開発を続行していることが明るみに出ると、北朝鮮はIAEAの査察チームを国外退去としてIAEAの脱退を宣言した。
1998年8月31日、北朝鮮はテポドン1号を発射実験を行う。
2003年1月 北朝鮮、NPTからの即時脱退を宣言。

### 清算
2003年11月21日　朝鮮半島エネルギー開発機構は、北朝鮮への軽水炉供与事業を12月1日から1年間凍結すると発表。
2005年11月22日　朝鮮半島エネルギー開発機構はニューヨークで理事会を開き、清算を決定。軽水炉建設事業を廃止することで合意した。